# Sittard
Sittard je město v Nizozemsku, v provincii Limburg. Jeho historické centrum s mnoha architektonickými památkami, mezi něž patří staré kostely, kláštery a několik hrázděných domů, je památkově chráněnou oblastí. 

## Historie
První archeologické nálezy naznačují, že oblast dnešního Sittardu byla osídlena již kolem roku 5 000 př. n. l. Nejstarší dochovaná písemná zmínka o městě pochází z roku 1157. V průběhu 15.–17. století bylo město několikrát poničeno požáry a vojenskými konflikty. Významné škody utrpělo v roce 1677 během francouzsko-nizozemské války. Od roku 1814 je součástí Nizozemska, s výjimkou let 1830–1839, kdy bylo dočasně připojeno k Belgii.
Za druhé světové války bylo město okupováno německými jednotkami, které k němu administrativně připojili několik menších obcí, například Broeksittard. Osvobození města proběhlo 18.–19. září 1944. Ačkoli byl Sittard více než čtyři měsíce na frontové linii a zasáhlo je přes 4 000 granátů a raket, historické jádro města zůstalo z větší části uchráněno.
Po válce zažilo město rychlou urbanistickou expanzi, během níž vzniklo mnoho nových obytných čtvrtí. Hnací silou místní ekonomiky byly uhelné doly, které fungovaly až do jejich uzavření v 60. a 70. letech 20. století. Od druhé poloviny 20. století se město rozvíjí jako významné průmyslové a administrativní centrum.

## Osobnosti
- Rens Blom – atlet
- Mike van Diem – filmový režisér
- Arnold Vanderlyde – boxer
- Wim Hof – extrémní sportovec

## Partnerská města
- Hasselt, Belgie
- Valjevo, Srbsko